# Фундоаја (Харгита)
Фундоаја (рум. Fundoaia) насеље је у Румунији у округу Харгита у општини Сармаш. Oпштина се налази на надморској висини од 743 m.

## Становништво
Према подацима из 2002. године у насељу је живело 636 становника.

### Попис2002.
| Расподела становништва по националности 2002.‍ | Расподела становништва по националности 2002.‍ | Расподела становништва по националности 2002.‍ | Расподела становништва по националности 2002.‍ | Расподела становништва по националности 2002.‍ |
| --------------------------------------------- | --------------------------------------------- | --------------------------------------------- | --------------------------------------------- | --------------------------------------------- |
|                                               |                                               |                                               |                                               |                                               |
| Румуни                                        | Румуни                                        |                                               | 611                                           | 96,2%                                         |
| Мађари                                        | Мађари                                        |                                               | 24                                            | 3,8%                                          |